# Lakmoes

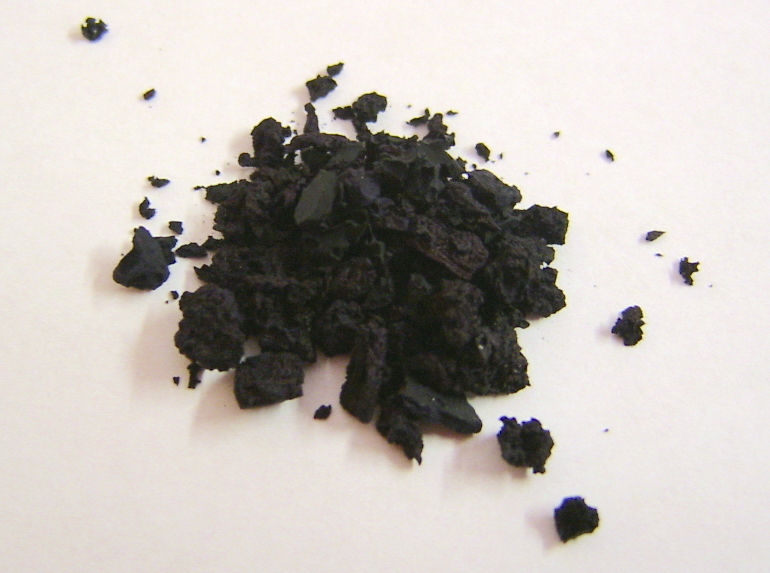
Lakmoespoeder

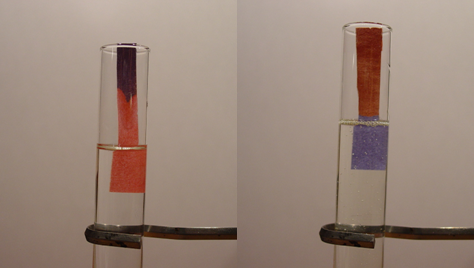
De lakmoesproef: links een HCl-oplossing (blauw lakmoespapier kleurt rood) en rechts een NaOH-oplossing (rood lakmoespapier kleurt blauw).

Lakmoes is een in water oplosbaar blauw-violet poeder dat door kleurverandering aangeeft of een oplossing zuur of basisch is. In een zure oplossing wordt de stof rood, in een basische oplossing blauw.

## Structuur
Lakmoes bevat 10 tot 15 verschillende organische kleurstoffen, waarvan erythrolitmin en azolitmin de belangrijkste zijn.
Het kleurende hoofdbestanddeel van dit natuurproduct is een indofenol.

## Toepassingen

### Als pH-indicator
Lakmoes kan in het laboratorium als indicator van zuurgraad of alkaliniteit worden gebruikt. In een zure oplossing, bij een hoge concentratie H+-ionen verandert de kleur van lakmoes in rood (pH < 4.5), en in een basische oplossing, bij een hoge concentratie OH−-ionen (pH > 8) verandert de kleur in blauw.
Zowel lakmoesoplossingen als lakmoespapier worden heel vaak als indicator gebruikt. Lakmoespapier is papier dat gedrenkt is in een lakmoesoplossing, en vervolgens gedroogd. Het wordt verkocht in boekjes, waaruit men een velletje scheurt, om het vervolgens in de te onderzoeken oplossing te dopen. Hierna is het lakmoespapier onbruikbaar. Er is blauw lakmoespapier, voor zure oplossingen en rood lakmoespapier voor basische oplossingen.

### Andere toepassingen
Blauwe lakmoes werd vroeger als verfstof gebruikt. Het is echter weinig lichtvast en wasecht. In gildenvoorschriften voor schilders was daarom vroeger verboden om het te gebruiken als onderschildering van blauwe kleurstoffen zoals azuriet. Holland was in de 16e en 17e eeuw het centrum voor de fabricage van deze stof. In Amsterdam, Westzaan, Haarlem, Utrecht en andere steden stonden lakmoesfabrieken, veelal buiten de stadsmuren in verband met de watervervuiling. Het wordt sporadisch nog als kleurstof voor levensmiddelen gebruikt. Behangers gebruiken het om de alkaliniteit van de ondergrond te testen.

## Bereiding
Voor de bereiding van het donkerblauwe lakmoes werden in het verleden bepaalde korstmossen of planten gebruikt. Er waren dus meerdere bronnen van lakmoes. De eerste werd voornamelijk in Zuid-Frankrijk bereid uit het sap van de maurelle of tournesol, Croton tinctorium L. De bruikbare delen van deze plant worden fijngemalen en uit de ontstane pap wordt het sap gemaakt door persing. De kleurstof is rood in een zure omgeving en blauw in een basische omgeving. De tweede soort van lakmoes werd hoofdzakelijk bereid uit enkele korstmossen, vooral uit Roccella tinctoria L. Dit korstmos werd tot poeder gemalen en met urine vermengd; als men de brijachtige massa enige tijd liet rotten kreeg men een rode verfstof, ook genaamd Orseille. Voegde men tijdens de gisting kalk toe dan ontstond een blauwe pap.
Heden ten dage wordt uit het korstmos via extractie de gewenste stof gehaald. Deze stof wordt fijngestampt en behandeld met kaliumcarbonaat (potas) en ammoniak. Lakmoes is te verkrijgen in tablet- en poedervorm en in stukken.

## Lakmoesproef
Omdat lakmoes een van de oudst bekende verbindingen is die door kleurverandering aangeven of een oplossing zuur of basisch is, wordt de term "lakmoesproef" ruimer gebruikt. De term staat dan voor een (figuurlijke) test die uitsluitsel geeft over iets wat wel beweerd wordt maar twijfelachtig is. In de scheikunde wordt lakmoes rood in een zuur en blauw in een base.

## Etymologie
De oorsprong van het woord lakmoes is betwistbaar. Wellicht is het afkomstig van het Middelnederlands. Het zou een samenstelling zijn van lecken of leken ('druppelen') en moes ('brij'). De letter 'e' uit lecken of leken zou door de bijgedachte aan lak (harsachtige stof van bepaalde ficussoorten, of de uit genoemde stof getrokken rode verfstof), in een a veranderd zijn - hetgeen een Volksetymologische aanpassing is. In andere talen (Duits, Engels, Deens) komt het eerst later voor dan bij ons. Een andere verklaring is dat het zou afgeleid zijn van het Oudnoords: litmosi, litr: kleur, kleurstof en mosi: moeras, mos. Lakmoes wordt gewonnen uit korstmossen waaraan de naam te danken is.